# سرود ملی مالدیو
درود ملی (دیوهی: ޤައުމީ ސަލާމް، تلفظ: قومی سلام) سرود ملی کشور مالدیو است.
متن آن توسط جمیل دید در سال ۱۹۴۸ نوشته شده و آهنگ آن را آهنگ‌ساز سری‌لانکایی پاندیت واناکوواتاوادوگه دون آمارادوا تنظیم کرده‌است.

## برگردان فارسی
بر تو درود در این یکپارچگی ملی
بر تو درود، با بسی آرزوی نیک به زبان ملی
سر به احترام نماد ملی فرو می‌آوریم
و به پرچمی که چنین پرتوان است درود می‌فرستیم
با سبزی، سرخی و به همراه سپیدی‌اش
در پهنه کامیابی، بخت و پیروزی جای می‌گیرد
و از این رو به او درود می‌فرستیم
به آن قهرمانانی که برای ملت شرف و غرور خواستند
امروز در ابیات خجستهٔ یادبود، درود می‌فرستیم
باشد تا ملت جزایر مالدیو در پناه و حمایت، جاده‌های پیشرفت را بپیماید
و باشد تا جزیره‌نشینان مالدیو نامور گردند
پس ما پیمان می‌بندیم و درود می‌فرستیم
برای آزادی و پیشرفتشان در جهان آرزومندیم
و برای رهاییشان از غم‌ها، و بدین خاطر درود می‌فرستیم
در کمال احترام و تهنیت‌های قلبی به مذهب و رهبران‌مان
استوار و حق‌گزار بر تو درود می‌فرستیم
باشد تا کشور، همیشه از شرافتی خجسته و احترام برخوردار ماند
با آرزوهای نیک برای شکوه مستدامت، بر تو درود می‌فرستیم.

## متن دیوهی
| 1. ޤައުމީ މިއެކުވެރިކަން މަތީ ތިބެގެން ކުރީމެ ސަލާމް ޤައުމީ ބަހުން ގިނަހެޔޮ ދުޢާ ކުރަމުން ކުރީމެ ސަލާމް ޤައުމީ ނިޝާނަށް ޙުރުމިތާއެކު ބޯލަންބައި ތިބެގެން އައުދާނަކަން ލިބިގެން އެވާދިދައަށް ކުރީމެ ސަލާމް 2. ނަސްރާ ނަސީބާ ކާމިޔާބުގެ ރަމްޒަކަށް ހިމެނޭ ފެއްސާ ރަތާއި ހުދާ އެކީފެނުމުން ކުރީމެސަލާމް ފަޚްރާ ޝަރަފް ގައުމަށް އެހޯދައިދެއްވި ބަތަލުނަށް ޒިކްރާގެ މަތިވެރި ޅެންތަކުން އަޑުގައި ކުރީމެ ސަލާމް ދިވެހީންގެނަން މޮޅުވުން އެދިތިބެ ކުރީމެ ސަލާމް 3. މިނިވަންކަމާ މަދަނިއްޔަތާ ލިބިގެން މިޢާލަމުގާ ދިނިގެން ހިތާމަތަކުން ތިބުންއެދިގެން ކުރީމެ ސަލާމް ދީނާއި ވެރިންނަށް ހެޔޮހިތުން ހުރުމަތް އަދާކުރަމުން ސީދާ ވަފާތެރިކަންމަތީ ތިބެގެން ކުރީމެ ސަލާމް ދައުލަތުގެ އަބުރާ ޢިއްޒަތާ މަތިވެރި އަބަދަށް އައުދާނަވުން އެދި ހެޔޮދުޢާ ކުރަމުން ކުރީމެ ސަލާމް |

### آوانویسی
Gaumee mi ekuverikan matee tibegen kureeme salaam,
Gaumee bahun gina hyo du'aa kuramun kureeme salaam.
Gaumee nishaanang hurmataa eku bo lambai tibegen
Audaa nakan libigen e vaa dida-ak kureeme salaam.
Nasraa nasiibaa kaamyaabu-ge ramzakang himenee
Fessaa rataai hudaa ekii fenumun kuriime salaam.
Fakhraa sharaf gavmang e hoodai devvi batalun
Zikraage mativerun lhentakun adugai kuriime salaam.
Dhivehiinge ummay kuri arai silmaa salaamatugai
Dhivehiinge nan mollu vun edai tibegen kuriime salaam.
Minivankamaa madaniyyataa libigen mi 'aalamugai
Dinigen hitaa matakun tibun edigen kuriime salaam.
Dinaai verinnang hyo hitun hurmay adaa kuramun
Siidaa vafaaterikan matii tibegen kuriime salaam.
Davlatuge aburaa 'izzataa mativeri vegen abada'
Audaana vun edi heyo du'aa kuramun kuriime salaam.